# Gotes del príncep Rupert

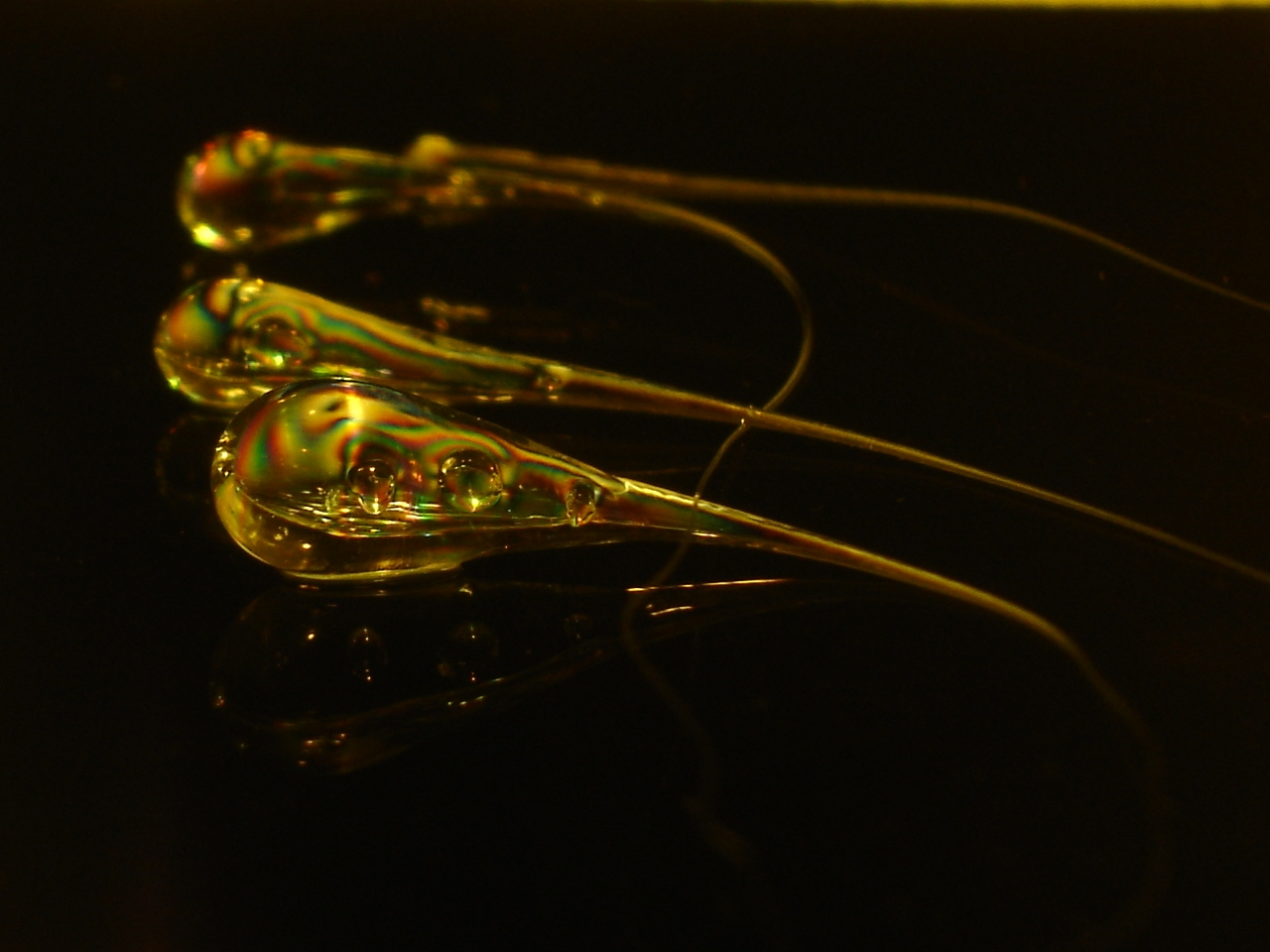
Gotes del príncep Rupert

Les gotes del príncep Rupert, també conegudes com a esferes de Rupert o llàgrimes holandeses, són una curiositat de vidre creades fent degotar vidre fos en aigua freda. El vidre es refreda en una gota en forma de capgròs, amb una llarga i fina cua. L'aigua refreda ràpidament el vidre fos de l'exterior de la gota, mentre que l'interior roman significativament més calent. Aquesta contracció provoca grans forces de compressió en l'exterior, mentre que l'interior sofreix una tracció. Es diu que és un tipus de vidre temperat.
La tensió residual és molt alta a l'interior el que dona a la gota qualitats inusuals, com l'habilitat de suportar el cop d'un martell en l'extrem més ample sense trencar-se, mentre que es desintegra si es danya lleugerament la cua.

## Dany
Quan es danya la cua, s'allibera gran quantitat d'energia potencial emmagatzemada en l'estructura atòmica amorfa de la gota, causant fractures que es propaguen a través del material a gran velocitat.
Una anàlisi recent de la fragmentació de les gotes del príncep Rupert amb vídeo de velocitat extremadament alta ha revelat que el focus de fractura que s'inicia a la cua i es propaga desintegrant la gota ho fa a una velocitat molt alta (~ 1450–1900 m/s, o 5220–6840 km/h, un nombre que en l'aire seria Mach 5.5).
A causa de la transparència del vidre, la tensió interna de l'objecte pot demostrar-se observant a través de filtres polaritzadors.

## Història
Els relats acadèmics de la història inicial de les gotes del príncep Rupert es donen en les notes i registres de la Royal Society de Londres. La major part dels estudis científics de les gotes es van realitzar a la Royal Society.
Hi ha informació fiable que les gotes es van fer a Mecklenburg (Nord d'Alemanya) almenys a inicis de 1625. No obstant això, s'ha afirmat que es van inventar a Holanda, atès que el seu nom comú al segle xvii era larmes bataviques o lacrymae Batavicae. El secret de com fer-les va romandre durant un temps a la zona de Mecklenburg, encara que les gotes es van estendre per tot Europa, per vendre-les com a joguines o entreteniment.
Sembla evident que el príncep Rupert no va descobrir les gotes, però va tenir un paper important en la seva història sent el primer a portar-les a Gran Bretanya el 1660. Les hi va donar al rei Carles II d'Anglaterra, qui al seu torn les hi va donar a la Royal Society el 1661 (que havia estat creada l'any anterior) per a estudis científics. Moltes de les publicacions inicials de la Royal Society parlen de les gotes i dels experiments realitzats. Entre aquestes publicacions hi havia Micrographia del 1665 de Robert Hooke, qui descobriria la llei de Hooke. La seva publicació mostrava correctament tot el que es podia dir sobre les gotes del príncep Rupert amb els mitjans d'aquell temps, d'elasticitat (a qui Hooke va contribuir posteriorment) i la fallada en la propagació d'esquerdes en materials fràgils. Per entendre la mecànica de la fractura cal esperar fins al treball d'A. A. Griffith el 1920.